# Фенилдихлорарсин
Фенилдихлорарсин — боевое отравляющее вещество кожно-нарывного действия. Первое боевое применение этого вещества произошло в конце Первой мировой войны.
Смертельная концентрация фенилдихлорарсина в воздухе: ЛКτ50 = 2,5 мг·мин/л.